# Vizcondado de Salcedo-Bermejillo
El vizcondado de Salcedo-Bermejillo es un título nobiliario español  creado por el rey Alfonso XIII en favor de Felipe Salcedo y Bermejillo, presidente de la Diputación Provincial de Madrid, mediante real decreto del 21 de junio de 1929 y despacho expedido el 3 de enero de 1930.

## Vizcondes de Salcedo-Bermejillo
|                           | Titular                                     | Periodo                   |
| Creación por Alfonso XIII | Creación por Alfonso XIII                   | Creación por Alfonso XIII |
| ------------------------- | ------------------------------------------- | ------------------------- |
| I                         | Felipe Salcedo y Bermejillo                 | 1930-1945                 |
| II                        | María del Pilar Salcedo y Bermejillo        | 1945-¿?                   |
| III                       | María de la Concepción Salcedo y Bermejillo | 1955-¿?                   |
| IV                        | Cristino Corredor y Salcedo Bermejillo      | 1971-1989                 |
| V                         | Adela Corredor y Saavedra                   | 1993-hoy                  |

## Historia de los vizcondes de Salcedo-Bermejillo

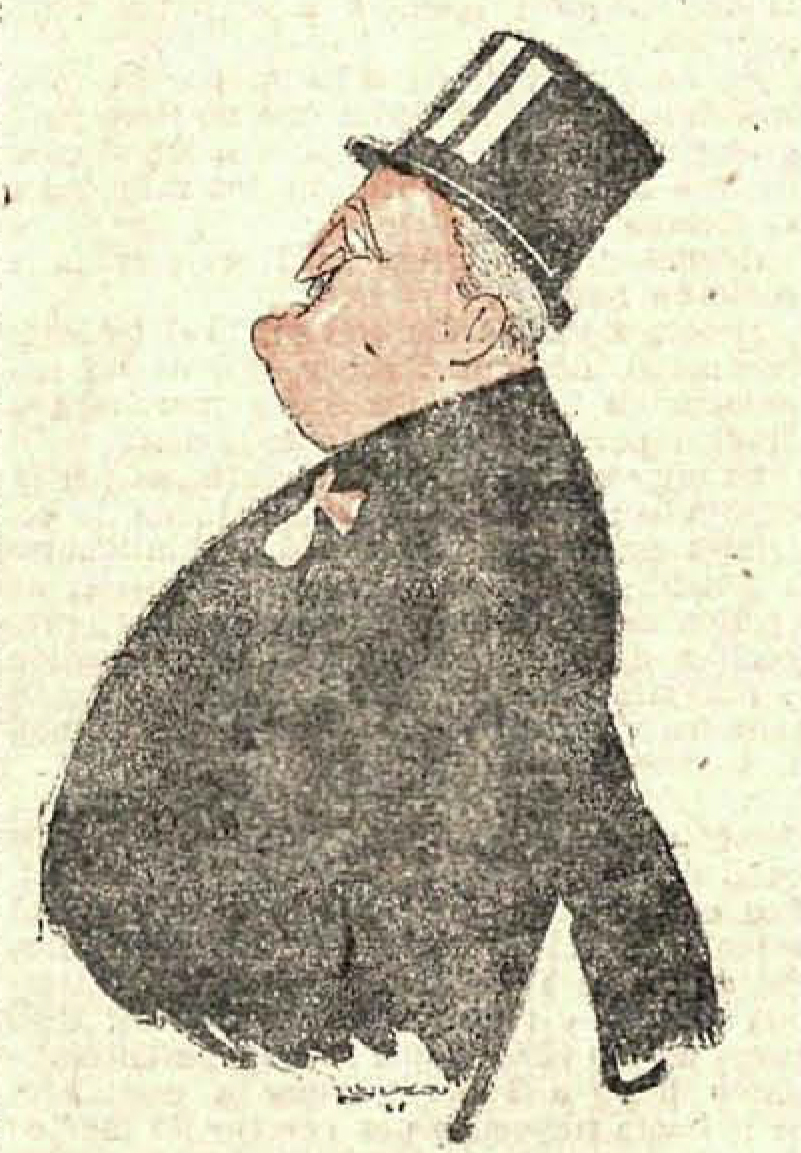
Caricatura de Felipe Salcedo Bermejillo, primer vizconde de Salcedo-Bermejillo.

- Felipe Salcedo y Bermejillo (20 de mayo de 1890-25 de diciembre de 1945),[3] I vizconde de Salcedo-Bermejillo, presidente de la Diputación Provincial de Madrid, Gran Cruz de la Orden de Isabel la Católica.[1]

Casó con Ana María González de la Buelga. Sin descendientes. El 30 de octubre de 1951 le sucedió su hermana:
- María del Pilar Salcedo y Bermejillo, II vizcondesa de Salcedo-Bermejillo.[1]

Sin descendientes. El 9 de diciembre de 1955 le sucedió su hermana:
- María de la Concepción Salcedo y Bermejillo, III vizcondesa de Salcedo-Bermejillo.[1]

Casó con Cristino Corredor. El 21 de abril de 1971, previa orden del 15 de marzo para que se expida la correspondiene carta de sucesión (BOE del 3 de abril), le sucedió su hijo:
- Cristino Corredor y Salcedo Bermejillo (1913-1989),[3] IV vizconde de Salcedo-Bermejillo.

Casó en 1945 con Adela de Saavedra y Bausá (n. 1920). El 27 de septiembre de 1993, previa orden del 15 de noviembre de 1990 para que se expida la correspondiente carta de sucesión (BOE del día 28), le sucedió su hija:
- Adela Corredor y Saavedra (n. 1946), V vizcondesa de Salcedo-Bermejillo, licenciada en Derecho.[3]